# Ivan Bajželj
Ivan Bajželj, slovenski učitelj telovadbe, * 8. marec 1877, Kranj, † 21. marec 1937(?).
Rodil se je očetu posestniku Jakobu in materi Apoloniji (roj. Ješe). Po maturi na ljubljanskem učiteljišču je na dunajski Univerzi končal še tečaj za učitelje telovadbe. Poučeval je na šolah v Idriji in Ljubljani. Najprej je bil učitelj na osnovni šoli v Idriji, od 1905-1918 pa učitelj telovadbe na idrijski realki. V Idriji je priredil spis Javen telovadni nastop za ljudske šole višje stopnje ali meščanske šole (COBISS). V Sokolskem vestniku je objavil razpravo Vplivi telovadbe na človeško telo. O telovadbi, reformi telovadne vzgoje in o predmetih, ki so povezani s tem je pisal v listih Sokol in Učiteljski tovariš. Leta 1919 je postal sourednik mladinskega lista Sokolič. Iz češčine je 1920 prevedel Vaje na bradlji : opora in izmena. (COBISS). Njegova bibliografija obsega 7 zapisov.